# Кайдан (фильм, 1964)
«Кайдан» (яп. 怪談, в России также известен как «Квайдан: Повествование о загадочном и ужасном») — японский фильм-антология режиссёра Масаки Кобаяси, снятый в одноимённом жанре. Название фильма переводится как «устный рассказ о сверхъестественном». Картина основана на историях из собрания японских народных сказок Лафкадио Хирна и состоит из четырёх не связанных друг с другом историй.
Фильм получил приз жюри Каннского кинофестиваля 1965 года, а также номинировался на Оскар в категории «Лучший фильм на иностранном языке».

## Сюжет
«Чёрные волосы» (яп. 黒髪 Куроками)
Первая история основана на рассказе «Примирение» из книги Хирна «Теневое» (1900). Молодой самурай из Киото бросает свою жену-ткачиху, чтобы жениться на богатой наследнице и выбраться из нищеты. Новый брак оказывается несчастливым, и после годов, проведенных на дальней службе, он возвращается в Киото к первой жене, которая всё так же красива и любит его. Женщина прощает и принимает раскаявшегося мужа. Проснувшись поутру, он обнаруживает, что дом давно заброшен, а от жены остался только скелет, истлевшая одежда и копна прекрасных чёрных волос.
«Снежная женщина» (яп. 雪女 Юкионна)
По рассказу из книги «Кайдан: история и очерки об удивительных явлениях» (1904). Двое лесорубов замерзают в зимнем лесу. Старший погибает, а молодой, по имени Минокити, встречает Юки-онну, ледяной призрак зимы, которая говорит, что пощадила его, потому что он ей понравился, но требует никому об этом не рассказывать, иначе она вернется и убьёт его. Следующим летом Минокити встречает красивую девушку и женится на ней. У них счастливый брак, а жена, несмотря на идущие годы и трех рождённых детей, совсем не стареет. Как-то раз Минокити рассказывает жене о давней истории в лесу и вдруг с ужасом понимает, что она и есть Юки-онна, а он нарушил обещание. Она щадит его, потому что он должен заботиться о детях, но сама исчезает в метели.
«Рассказ о Безухом Хойти» (яп. 耳無し芳一の話 Миминаси Хо:ити но ханаси)
Ещё одна адаптация из «Кайдана», включающая элементы из «Повести о доме Тайра» (Битва при Данноуре). Основывается на народной сказке о Безухом Хойти, слепом музыканте, играющем на биве. Хойти живёт в монастыре и по наивности связывается с духами самураев Тайра, и теперь ему угрожает смерть. Узнав об этом, настоятель монастыря пытается его спасти. Всё тело Хойти расписывают священными текстами сутры сердца, но забывают про уши. Придя за ним, призрак видит только его уши, отрывает их и забирает с собой. Слава же о музыканте Хойти распространяется по всей стране, множество знатных людей приходят в храм послушать его.
«В чашке чая» (яп. 茶碗の中 Тяван но нака)
Начало XX века. Некий писатель читает старинную историю о самурае по имени Каннай, который увидел странного человека, отражающегося в его чашке чая. В тот же вечер этот человек приходит к самураю во время ночного дежурства. Каннай узнаёт его и пытается убить, однако лишь только его меч касается незнакомца, тот сразу же растворяется в воздухе. На следующий день в дом самурая приходят трое слуг духа. Каннай нападает и убивает их, но они исчезают и тут же появляются снова. На этом история обрывается. В дом писателя приходит издатель; хозяйка удивляется, что писатель в новогодний день куда-то ушёл. Издатель берёт со стола и читает рукопись, в которой писатель оставляет за каждым читателем возможность закончить старинную историю по-своему. Затем хозяйка и издатель, поочерёдно заглянув в котёл с водой, пугаются и убегают. В котле — отражение писателя.

## В ролях
«Чёрные волосы»
- Митиё Аратама — первая жена
- Мисако Ватанабэ — вторая жена
- Рэнтаро Микуни — муж
- Кэндзиро Исияма — отец
- Ранко Акаги — мать

«Снежная женщина»
- Тацуя Накадай — Минокити
- Кэйко Киси — Юки-онна
- Юко Мотидзуки — мать Минокити
- Кин Сугай — крестьянка
- Норико Сэнгоку — крестьянка

«Безухий Хойти»
- Кацуо Накамура — Хойти
- Тэцуро Тамба — воин
- Такаси Симура — верховный жрец

«В чашке чая»
- Канъемон Накамура — Каннай
- Осаму Такидзава — писатель / рассказчик
- Харуко Сугимура — хозяйка
- Гандзиро Накамура — издатель
- Нобору Накая — Сикибу Хэйнай
- Сэйдзи Миягути — старик
- Кэй Сато — самурай-призрак

## Премьеры
- — 29 декабря 1964 года состоялась национальная премьера фильма в Токио[4].
- — с 6 января 1965 года фильм демонстрировался по всей Японии[4].
- — 15 июля 1965 года — премьера на американском континенте[4].
- — европейская премьера фильма состоялась в Париже 28 июля 1965 года[4].
- — первый показ фильма в СССР прошёл в рамках Четвёртого фестиваля японских кинофильмов в 1965 году в Москве, Киеве и Хабаровске.

## Стиль
Хотя лента и может быть описана как фильм ужасов, в ней нет излишнего кровопролития или чрезмерного насилия. Тревога и страх достигаются за счёт медленно нарастающего напряжении и беспокойного ожидания. Кобаяси отдаёт предпочтение экспрессионистскому визуальному стилю, и использует искусственные декорации и с красочными задними планами для многих наружных сцен, таким образом придавая им почти сказочный вид (примерами могут служить сцена на кладбище в «Безухом Хойти», или задний фон, изображающий огромный глаз в «Снежной женщине»). По наблюдению Алексея Дунаевского, на «изысканное» визуальное видение фильма повлияло художественное образование режиссёра, который продолжил в этой работе свои эксперименты с японским изобразительным искусством.